# Rosamund Pike
Rosamund Mary Ellen Pike (født 27. januar 1979) er en britisk skuespiller. Hun har spillet med i James Bond-filmen Die Another Day, hvor hun spillede den snu og kolde Miranda Frost, og i Stolthed og fordom, hvor hun spillede den smukke Jane Bennett.

## Udvalgt filmografi
- Die Another Day (2002) – Miranda Frost
- Stolthed og fordom (2005) – Jane Bennet
- An Education (2009) – Helen
- Surrogates (2009) – Maggie Greer
- Johnny English Reborn (2011) – Kate Sumner
- The Big Year (2011) – Jessica
- Wrath of the Titans (2012) – Andromeda
- Kvinden der forsvandt (2014) – Amy Elliott Dunne
- Kærligheden kender ingen grænser (2016) – Ruth Williams Khama